# Máel Mórda mac Murchada
Máel Mórda mac Murchada (muerto el 23 de abril de 1014) fue rey de Leinster, en Irlanda.
Hijo de Murchad mac Finn y hermano de Gormflaith ingen Murchada, perteneció a la rama Ui Fáeláin de los Uí Dúnlainge, cuyas tierras se extendían alrededor de Naas en el curso medio del río Liffey, en el actual condado de Kildare.
Máel Mórda es conocido por ser enemigo mortal de Brian Boru; ambos murieron en la sangrienta batalla de Clontarf, que tuvo lugar el Viernes Santo de 1014. El hijo de Máel Mórda, Bran, fue rey de Leinster desde 1016 y hasta su derrocamiento en 1018. Desde entonces, quizá como consecuencia de las graves pérdidas sufridas en Clontarf, el reino de Uí Dúnlanige fue dominado por la rama Uí Muiredaig.